# برئا د آراگن
برئا د آراگن (به اسپانیایی: Brea de Aragón) یک دهستان در اسپانیا است که در استان ساراگوسا واقع شده‌است. برئا د آراگن ۱۳ کیلومتر مربع مساحت و ۲٬۰۱۳ نفر جمعیت دارد.